# Kai Kazmirek
Kai Kazmirek (ur. 28 stycznia 1991 w Torgau) – niemiecki lekkoatleta, wieloboista.
Brązowy medalista mistrzostw Europy juniorów w Nowym Sadzie (2009). W 2013 został młodzieżowym mistrzem Europy. Szósty zawodnik halowych mistrzostw świata w Sopocie oraz mistrzostw Europy w Zurychu (2014). Czwarty wieloboista Igrzysk Olimpijskich 2016 w Rio de Janeiro. W 2017 stanął na najniższym stopniu podium podczas mistrzostw świata w Londynie.
Złoty medalista mistrzostw Niemiec.
Rekordy życiowe: dziesięciobój – 8580 pkt. (18 sierpnia 2016, Rio de Janeiro); siedmiobój – 6238 pkt. (3 marca 2018, Birmingham) rekord Niemiec.

## Osiągnięcia
| Rok  | Impreza                        | Miejsce        | Konkurencja               | Pozycja     | Wynik     |
| ---- | ------------------------------ | -------------- | ------------------------- | ----------- | --------- |
| 2009 | Mistrzostwa Europy juniorów    | Nowy Sad       | dziesięciobój (juniorski) | 3. miejsce  | 7639 pkt. |
| 2010 | Mistrzostwa świata juniorów    | Moncton        | dziesięciobój (juniorski) | 6. miejsce  | 7638 pkt. |
| 2011 | Młodzieżowe mistrzostwa Europy | Ostrawa        | dziesięciobój             | 6. miejsce  | 7800 pkt. |
| 2013 | Młodzieżowe mistrzostwa Europy | Tampere        | dziesięciobój             | 1. miejsce  | 8366 pkt. |
| 2014 | Halowe mistrzostwa świata      | Sopot          | siedmiobój                | 6. miejsce  | 6173 pkt. |
| 2014 | Mistrzostwa Europy             | Zurych         | dziesięciobój             | 6. miejsce  | 8458 pkt. |
| 2015 | Mistrzostwa świata             | Pekin          | dziesięciobój             | 6. miejsce  | 8448 pkt. |
| 2016 | Igrzyska olimpijskie           | Rio de Janeiro | dziesięciobój             | 4. miejsce  | 8580 pkt. |
| 2017 | Mistrzostwa świata             | Londyn         | dziesięciobój             | 3. miejsce  | 8488 pkt. |
| 2018 | Halowe mistrzostwa świata      | Birmingham     | siedmiobój                | 4. miejsce  | 6238 pkt. |
| 2019 | Mistrzostwa świata             | Doha           | dziesięciobój             | 17. miejsce | 7414 pkt. |
| 2021 | Halowe mistrzostwa Europy      | Toruń          | siedmiobój                | –           | DNF       |
| 2021 | Igrzyska olimpijskie           | Tokio          | dziesięciobój             | 14. miejsce | 8126 pkt. |
| 2022 | Halowe mistrzostwa świata      | Belgrad        | siedmiobój                | –           | DNF       |
| 2022 | Mistrzostwa świata             | Eugene         | dziesięciobój             | 12. miejsce | 8113 pkt. |
| 2022 | Mistrzostwa Europy             | Monachium      | dziesięciobój             | 8. miejsce  | 8151 pkt. |
| 2023 | Halowe mistrzostwa Europy      | Stambuł        | siedmiobój                | –           | DNF       |